# LSD

LSD

La dietilamida de ácido lisérgico, LSD-25 o simplemente LSD (del alemán Lysergsäure-Diethylamid), también conocida como lisérgida o ácido, es una sustancia psicodélica semisintética que se obtiene de la ergolina y de la familia de las triptaminas y que produce efectos psicotrópicos. Sus efectos pueden incluir alucinaciones con ojos abiertos y cerrados, sinestesia, percepción distorsionada del tiempo, la alteración de la percepción, la conciencia y los sentimientos, además de sentir sensaciones o visualizar imágenes que, para el consumidor, pueden parecer reales.
Se utiliza principalmente como una sustancia recreativa ilegal, como enteógeno y en algunos países como droga legal bajo prescripción médica en psicoterapia. Por lo general el LSD se ingiere tragándolo o poniéndolo debajo de la lengua. A menudo se puede conseguir en el mercado negro en papel secante o en gelatina o terrones de azúcar, aunque también se puede inyectar.
Aunque los ensayos científicos realizados hasta el momento muestran que el LSD no causa adicción, su consumo puede provocar reacciones psiquiátricas adversas, algunas potencialmente graves, como ansiedad, paranoia y delirios. No se conoce con precisión la toxicidad aguda en el ser humano, pero la dosis letal mediana en las especies para las que se conoce es baja: ratones, 50–60 mg/kg i.v., ratas, 16,5 mg/kg y conejos 0,3 mg/kg. La causa de la muerte es la parálisis respiratoria. De todas formas, es muy difícil que se produzca el envenenamiento por LSD, porque la dosis necesaria para producir sus efectos psicodélicos está muy por debajo de las dosis tóxicas o letales, pues es suficiente con 20 a 30 microgramos para experimentarlos levemente.
El LSD es sensible al oxígeno, la luz ultravioleta y el cloro, aunque puede conservarse durante años si se almacena en un sitio fresco, seco y oscuro. La sustancia en su forma pura es inodora, clara o de color blanco.
El LSD fue sintetizado por primera vez por Albert Hofmann en Suiza en 1938 a partir de la ergotamina, un producto químico que se obtiene a partir de un hongo, el cornezuelo. El nombre proviene de la denominación que recibió el compuesto en ese laboratorio, un acrónimo del alemán Lyserg-säure-diäthylamid, seguido de un nombre secuencial: LSD-25. Hofmann descubrió sus propiedades psicodélicas en 1943, y el LSD fue introducido por los laboratorios Sandoz como medicamento comercial para diversos usos psiquiátricos en 1947 bajo la marca Delysid. Muchos psiquiatras y psicoanalistas de las décadas de 1950 y 1960 vieron en ella un agente terapéutico muy prometedor. En la década de 1950, los funcionarios de la Agencia Central de Inteligencia de Estados Unidos (CIA) pensaron que la droga podía ser útil para su uso en programas de control mental y guerra química, por lo que la probaron en estudiantes y jóvenes militares sin el conocimiento de estos. El uso recreativo que especialmente los jóvenes empezaron a dar a la sustancia en los movimientos contraculturales de la década de los 60 precipitó su prohibición; el uso extramedicinal del fármaco ocasionó una tormenta política que llevó a la prohibición de la sustancia, ilegalizando todos sus usos, tanto medicinales como recreativos y espirituales. A pesar de ello, algunos círculos intelectuales siguieron pensando que el LSD tenía un gran porvenir como sustancia medicinal y continuaron financiando y promoviendo su investigación. En algunos países se ha discutido o propuesto legalizar su uso terapéutico, mientras que en otros, como Suiza, se han autorizado investigaciones para su uso como medicamento.

## Generalidades
Su nombre es un germanismo, acrónimo de Lysergsäure-Diethylamid, ‘dietilamida de ácido lisérgico’. Aunque «dietilamida» es un vocablo femenino, el uso general del término ha optado por la forma masculina, tal y como recoge la Real Academia Española en su «Avance de la vigésima tercera edición del Diccionario de la Real Academia Española». Ha sido utilizada como droga recreativa y enteógeno, así como herramienta para la meditación, la psiconáutica, la creación artística y la psicoterapia.

## Origen
El químico suizo Albert Hofmann sintetizó por primera vez la sustancia en 1938 y en 1943 descubrió sus efectos por accidente al entrar en contacto con su piel y ser absorbido posteriormente durante la recristalización de una muestra de tartrato de LSD. El número 25 (LSD-25) alude al orden que el científico iba dando a los compuestos que sintetizaba.

## Composición química y dosificación
Se trata de un compuesto cristalino, relacionado estrechamente con los alcaloides del cornezuelo del centeno, a partir de los cuales puede prepararse semisintéticamente.
El LSD es sensible al oxígeno, la luz ultravioleta y el cloro, especialmente diluido, aunque puede conservar su potencia durante años si se almacena lejos de la luz y la humedad, a temperaturas bajas. En su forma pura, es incolora, inodora e insípida. El LSD suele administrarse por vía oral, generalmente en algún tipo de substrato, como un papel secante, un terrón de azúcar o gelatina. En forma líquida, puede administrarse mediante una inyección intramuscular o intravenosa.
El LSD es una de las drogas de uso común más potentes, ya que es activa incluso en dosis extremadamente bajas. Las dosis de LSD se miden en microgramos (µg), o millonésimas de gramo, mientras que las dosis de casi todos los fármacos se miden en miligramos, o milésimas de gramo. La dosis mínima de LSD capaz de causar un efecto psicoactivo en humanos está entre los 20 y 30 µg (microgramos). Por tanto, es alrededor de 100 veces más activo que la psilocibina y la psilocina y alrededor de 4.000 veces más activo que la mescalina. «Como observó Sidney Cohen, en una maleta con capacidad para sólo dos trajes podría llevarse suficiente LSD para incapacitar temporalmente a toda la población de Estados Unidos».
A finales de los noventa, el LSD obtenido durante las operaciones antidroga en Estados Unidos varía usualmente entre los 15 y 70 microgramos por dosis. Durante los años sesenta, las dosis eran comúnmente de 300 microgramos o más. Los efectos de la droga son marcadamente más evidentes en dosis más altas, especialmente hasta 100 microgramos. También existe la práctica de usar microdosis por debajo de la cantidad mínima en la que los efectos son apenas perceptibles.
El LSD no causa dependencia física. El uso frecuente del fármaco o de otros relacionados con él (como la mescalina y la psilocibina) genera una rápida tolerancia, de modo que el consumo deja de generar efecto. La tolerancia se debe probablemente a la regulación de los receptores de serotonina 5-HT2A en el cerebro, y disminuye tras unos días de abstinencia.
Los efectos adversos de los psicotrópicos se tratan a menudo con benzodiacepinas de acción rápida, como el diazepam o el triazolam, que tienen efectos calmantes y ansiolíticos, pero no afectan directamente a las acciones específicas de los psicotrópicos. Circulan muchos rumores sobre remedios caseros para contrarrestar los efectos psicodélicos, que incluyen sustancias como el azúcar, el calcio, el zumo de naranja o la leche, pero no se ha demostrado que ninguno de ellos sea efectivo, y no tienen sentido desde un punto de vista farmacológico. Teóricamente, antagonistas específicos de los receptores 5-HT2A, como Seroquel, actuarían como antídotos directos.

## Historia

### Síntesis

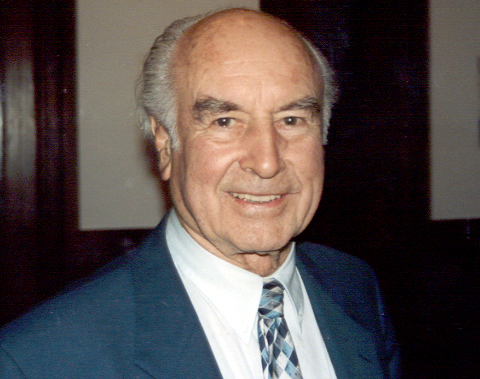
Albert Hofmann en 1993.

El químico suizo Albert Hofmann sintetizó por primera vez LSD el 16 de noviembre de 1938 en los laboratorios Sandoz de Basilea (Suiza), durante un programa de investigación dirigido a encontrar posibles usos de los alcaloides del grupo ergolina, presentes en el cornezuelo del centeno. El cornezuelo es un hongo que infecta los granos del cereal que se utilizan para hacer pan de centeno, causando el fuego de san Antonio (ergotismo). Tras lograr sintetizar la ergobasina (sustancia uterotónica), comenzó a trabajar en otros derivados amidas del ácido lisérgico. La dietilamida del ácido lisérgico es el vigésimo quinto derivado del ácido lisérgico que sintetizó (de ahí su nombre: LSD-25), y en un primer momento Hofmann pensó que podría tener utilidad como analéptico, estimulante de los sistemas circulatorio y respiratorio, dada su analogía estructural con la nicetamida (dietilamida del ácido nicotínico), un analéptico conocido. Sin embargo, en los experimentos que se realizaron con animales no se observó ningún efecto beneficioso en este sentido (si bien las notas de laboratorio indican que los animales se volvieron extraordinariamente inquietos bajo sus efectos), y se abandonó su estudio. Sus propiedades psicodélicas no se descubrieron hasta 1943, cuando Hofmann, siguiendo lo que denominó «un curioso presentimiento», volvió a trabajar sobre el compuesto. Mientras volvía a sintetizar LSD-25, Hofmann se sintió mareado y tuvo que dejar el trabajo. En su diario, Hofmann escribió que abandonó el laboratorio y partió a su casa, afectado por «una notable inquietud, combinada con un ligero mareo». Hofmann indica que mientras reposaba en su cama cayó en un "estado similar a la ebriedad", no desagradable, que se caracterizaba por una estimulación extraordinaria de la imaginación. En un estado similar al ensueño, con los ojos cerrados contemplaba series ininterrumpidas de «imágenes fantásticas, formas extraordinarias con patrones de colores intensos, caleidoscópicos». El estado duró unas dos horas, pasadas las cuales remitió. Hofmann pensó que estos efectos psicoactivos se debían a que había absorbido accidentalmente una pequeña cantidad de LSD-25 por vía cutánea. Tres días después, tomó una dosis mucho mayor para poner a prueba sus efectos; este día pasó a ser conocido más tarde como "el día de la bicicleta".
Hay una sustancia conocida como LSA que tiene una estructura similar al LSD y que podría usarse como un precursor en otra ruta para la síntesis de la LSD.

### El día de la bicicleta
El 19 de abril de 1943, Hofmann ingirió a propósito 250 µg de LSD, pues, por su experiencia con otros alcaloides ergóticos, pensó que podría ser la dosis mínima. Sin embargo, pronto descubrió que la sustancia tenía una potencia superior a la de casi cualquier otra conocida en la época, por lo que la dosis que se administró era en realidad superior a la que más tarde se aconsejó para fines terapéuticos. Tras ingerir la sustancia, Hofmann sintió que le costaba hablar de forma inteligible y pidió a su asistente de laboratorio, que estaba al tanto del experimento, que le acompañase en su viaje a casa en bicicleta, pues, por las restricciones del período de guerra, no había automóviles disponibles. Durante el viaje a casa, el estado de Hofmann se agravó, y en su diario escribió que todo lo que había en su campo de visión ondulaba, distorsionado como una imagen en un espejo cóncavo. Aunque avanzaba velozmente, tuvo la sensación paradójica de que permanecía inmóvil. Cuando llegó a casa, llamó a un doctor y pidió a su vecina algo de leche, creyendo que le ayudaría a recuperarse. Hofmann hace notar que a pesar de su estado delirante, fue capaz de escoger con lucidez la leche, por su calidad de antídoto no específico contra el envenenamiento.
Cuando llegó el médico, no encontró ningún síntoma físico anormal, salvo las pupilas extremadamente dilatadas. Tras pasar varias horas aterrorizado, convencido de que un demonio había poseído su cuerpo, de que su vecina era una bruja y de que el mobiliario de su casa le amenazaba, el doctor Hofmann pensó que había enloquecido por completo. En su diario, Hofmann indica que el doctor decidió no medicarlo y prefirió enviarlo a la cama. Una vez acostado, Hofmann sintió que el pánico comenzaba a dar paso a una sensación de buena suerte y gratitud. Los colores y juegos de formas que veía con los ojos cerrados le resultaban ahora placenteros. Se trataba de «imágenes fantásticas» que surgían ante él, alternándose unas tras otras, abriéndose y cerrándose en círculos y espirales para después explotar en fuentes de color, y comenzar de nuevo, en un flujo incesante. Durante su 'viaje', las impresiones acústicas (como el ruido de un automóvil que pasaba) se transformaban en imágenes. Finalmente, Hofmann se quedó dormido y despertó al día siguiente fresco y con la mente clara, aunque con cierto cansancio corporal. Desayunó con una sensación de bienestar y vida renovada, y encontró la comida deliciosa. Mientras caminaba por el jardín, notó que todos sus sentidos «vibraban con una sensibilidad superior, que duró durante todo el día».

### Uso clínico

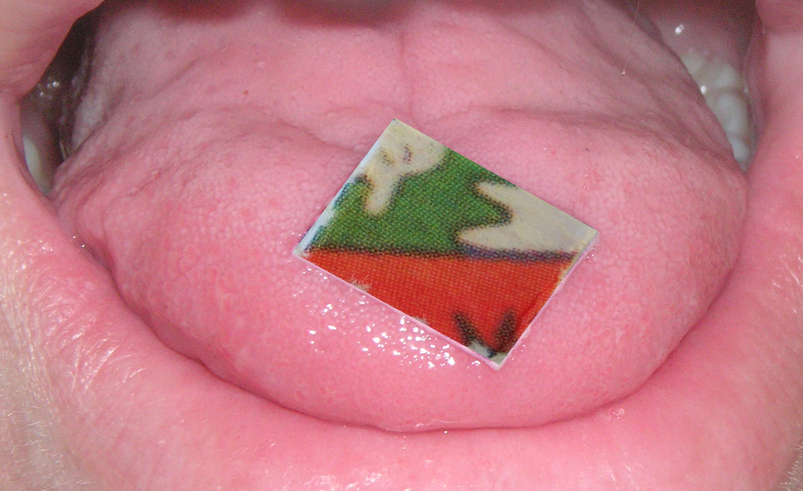
Dosis de LSD.

El LSD fue utilizado en primer lugar en experimentos con animales llevados a cabo por el doctor Aurelio Cerletti en los laboratorios Sandoz. Se observó que los gatos y perros sufrían, al parecer, alucinaciones, y se alteraban sus patrones de conducta (ante un ratón, el gato no reaccionaba o incluso huía, amedrentado). Al administrar LSD a un único chimpancé, se observó que toda la tribu de chimpancés reaccionaba encolerizada, pues el chimpancé embriagado dejaba de observar las leyes jerárquicas de la comunidad. Con dosis bajas, las arañas hacían sus telas de manera más precisa, pero con dosis altas eran incapaces de tejerlas adecuadamente.
Una vez concluida la experimentación con animales, el doctor Werner A. Stoll, de la universidad de Zúrich, administró dosis bajas de LSD (entre 20 y 130 microgramos) a dos grupos, uno de personas sanas y otro de esquizofrénicos. Se detectó en ambos grupos un efecto eufórico, y Stoll hizo notar la similitud con los efectos de la mescalina.
En sus conclusiones, publicadas en 1947, el doctor Stoll sugería que el LSD podía ser un buen fármaco para la psicoterapia. En ese mismo año, los laboratorios Sandoz comenzaron a comercializar la sustancia con el nombre de Delysid, un fármaco cuyas indicaciones incluían la terapia psicoanalítica y el estudio experimental sobre la naturaleza de las psicosis. En su prospecto, los laboratorios sugerían que los terapeutas tomaran también el fármaco para comprender mejor el estado mental de sus pacientes. El fármaco aparecía en dos formatos: debía administrarse oralmente en forma de tabletas azucaradas de 0.025 mg (25 microgramos) o ampollas de un mililitro que contenían 0.1 mg (100 microgramos). Estas últimas podían beberse o inyectarse. Se recomendaba una dosis inicial de 25 microgramos, que podía incrementarse en sucesivas tomas hasta hallar la dosis óptima. Los efectos descritos eran «trastornos pasajeros del afecto, alucinaciones, despersonalización, vivencia de recuerdos reprimidos y síntomas neurovegetativos leves. El efecto comienza entre 30 y 90 minutos después de la toma y dura generalmente entre 5 y 12 horas. Sin embargo, los trastornos intermitentes del afecto pueden persistir, ocasionalmente, durante varios días».
El doctor Max Rinkel, del Centro para la salud mental de Massachusetts, introdujo el LSD en Estados Unidos en 1949. Los primeros experimentos estaban dirigidos a mejorar las condiciones de los esquizofrénicos. El objetivo era provocar en personas sanas, que se prestasen voluntariamente a ello, un estado psicótico pasajero, similar a la esquizofrenia, para conocer mejor ésta. El LSD se consideraba entonces psicomimético, es decir, capaz de producir una psicosis temporal. Dado que los investigadores consideraron las similitudes entre la esquizofrenia y los efectos del LSD eran en realidad superficiales, se abandonó esta vía de investigación. Sin embargo, en 2007 una nueva investigación llevada a cabo en la Escuela de Medicina Monte Sinaí de Nueva York demostró que la analogía sí tiene fundamento: el LSD actúa sobre los mismos receptores de serotonina y glutamato que funcionan anómalamente en los esquizofrénicos. Por tanto, si se descubren fármacos capaces de bloquear los efectos del LSD en estos receptores, es muy probable que también resulten eficaces para combatir los síntomas de esquizofrenia.
Durante las décadas de 1950 y 1960 se investigaron varias aplicaciones medicinales del LSD, entre los que destacan el psicoanálisis, la rehabilitación de alcohólicos y el uso como analgésico para enfermos terminales de cáncer.
Numerosos psicoanalistas y psicoterapeutas en general utilizaron el LSD como psicolítico, para derribar las barreras psíquicas del paciente, logrando que este afrontara en una sola sesión contenidos reprimidos que, de otra forma, hubieran exigido años de terapia. Uno de ellos fue el doctor estadounidense Humphry Osmond, quien en 1956, en carta a Aldous Huxley, acuñó el término psicodélico («que manifiesta el espíritu») para referirse a este tipo de sustancias. Otro de ellos es el checoslovaco Stanislav Grof, que sigue en activo.
Uno de los primeros pacientes en hacer pública su experiencia fue el actor Cary Grant, quien en 1961 declaró que la terapia con LSD había cambiado su vida: «Siento que ahora me comprendo realmente a mí mismo. Antes no era así. Y al no comprenderme a mí mismo, ¿cómo esperar comprender a los demás? Sencillamente, he vuelto a nacer.»
En cuanto a la investigación con enfermos de alcoholismo, estaba dirigida a «hacerles "tocar fondo", liberando recuerdos reprimidos y creando una situación propicia para nuevos procesos de aprendizaje». De los cerca de mil pacientes tratados por los doctores estadounidenses Hoffer y Osmond, casi la mitad abandonó el alcohol o redujo sustancialmente su consumo del mismo. En un experimento similar llevado a cabo en Canadá, el 72 % de los alcohólicos tratados se tornaron abstemios o redujeron el consumo durante más de un año.
También se les recetó LSD a pacientes cancerosos desahuciados para ayudarles a tolerar los dolores intensos y confrontar su situación. Los resultados fueron positivos en la mayor parte de los casos, aunque también se produjeron efectos adversos en algunos enfermos. Según señala Escohotado, de 17 enfermos terminales de cáncer a los que el doctor Pahnke aplicó una terapia agónica de LSD en 1969, «un tercio de los individuos (...) no experimentó mejora alguna; otro tercio mejoró en grado considerable, y el último tercio se sintió "dramáticamente aliviado"». El efecto analgésico del LSD se reveló.
Se ensayaron también otras aplicaciones, algunas llamativas, como 'curar' a homosexuales y desinhibir a mujeres frígidas. Niños autistas y esquizofrénicos mostraron, tras la experiencia con LSD, un interés mayor por entablar relación con otras personas, mejorando sus intentos de comunicación y sus rutinas de reposo y comida.

### Espiritualidad
El LSD es considerado un enteógeno, porque puede canalizar intensa experiencias espirituales, durante las cuales los usuarios pueden sentir que han entrado en contacto con un orden espiritual mayor. Los usuarios a veces informan de «experiencias fuera del cuerpo». En 1966, Timothy Leary estableció la Liga para el Descubrimiento Espiritual, con el LSD como su sacramento. Stanislav Grof escribió que las «experiencias religiosas y místicas» observadas durante las sesiones del consumo del LSD parecen ser fenomenológicamente indistinguibles de descripciones similares en las escrituras de las grandes religiones del mundo y los textos de civilizaciones antiguas.

### Ilegalización
En 1962 el Congreso de EE. UU. aprobó una nueva normativa sobre fármacos, en la que el LSD quedaba catalogado como «droga experimental». Esto suponía la prohibición de su uso clínico. Sin embargo, no se restringieron las investigaciones de la CIA y el ejército. En 1965 se dio un paso más con la Enmienda para el Control del Abuso de Drogas, que penalizaba como delitos menores la producción ilegal y la venta, aunque no la posesión. En abril de 1966 los laboratorios Sandoz dejaron de comercializar LSD, y en 1968 se modificó la Enmienda, convirtiendo la posesión en delito menor y la venta en delito grave.
La ilegalización del LSD no pudo frenar su uso creciente entre la juventud estadounidense, pues la experiencia psicodélica se convirtió en uno de los rasgos de identidad del movimiento hippie. El barrio de Haight-Ashbury, en San Francisco, corazón del movimiento, se convirtió en un supermercado psicodélico, «el primer lugar donde se vendió ácido de forma masiva». Buena parte del arte de esa época, etiquetado como hippie, psicodélico o psicodélico, se inspira en la experiencia del LSD o pretende evocarla. Cuando el movimiento entró en decadencia, también lo hizo el consumo de alucinógenos, que fue perdiendo popularidad, desplazado por los opiáceos. Sucesivos movimientos neo psicodélicos han revitalizado algo su uso, como la subcultura rave, sin alcanzarse en ningún caso los niveles de su época de apogeo.
En 2008 se reanudó la investigación clínica sobre los efectos psicoterapéuticos del fármaco. En 2009 se desarrollaron dos investigaciones en este sentido, una en Suiza y otra en la Universidad de California. La psicoterapia psicodélica con sustancias como el LSD y Psilocibina se está investigando nuevamente.

### Situación legal actual
Actualmente, la situación legal del LSD viene determinada por el Convenio de Viena de 1971, donde se la clasifica dentro de los psicotrópicos, junto con la fenciclidina, el MDMA, la anfetamina y la metanfetamina.
El Código Penal español, en su artículo 368, establece lo siguiente:

Los que ejecuten actos de cultivo, elaboración o tráfico, o de otro modo promuevan, favorezcan o faciliten el consumo ilegal de drogas tóxicas, estupefacientes o sustancias psicotrópicas, o las posean con aquellos fines, serán castigados con las penas de prisión de tres a nueve años y multa del tanto al triplo del valor de la droga objeto del delito si se tratare de sustancias o productos que causen grave daño a la salud, y de prisión de uno a tres años y multa del tanto al duplo en los demás casos.

No se considera delito el propio consumo, ni la tenencia o la compra de pequeñas cantidades destinadas al propio consumo. El Tribunal Supremo utiliza una tabla elaborada por el Instituto Nacional de Toxicología el 18 de octubre de 2001 sobre las dosis medias de consumo diario. Según dicha tabla, un consumidor habitual suele adquirir para sí mismo la cantidad necesaria para cinco días, que en el caso de LSD es de 3 mg.

## Efectos
Los efectos del LSD sobre el sistema nervioso central son variables; dependen de la dosis, del entorno en el momento del consumo, y de la presencia y proporción de adulterantes. La experiencia también puede variar según el estado de ánimo del consumidor. Algunos consumidores de LSD experimentan una sensación de euforia, mientras que otros viven la experiencia de forma desagradable e incluso aversiva. A este último caso se le llama coloquialmente tener un "mal viaje".
Existen varias maneras de introducir esta sustancia: la más común es por vía oral, los efectos tardan en manifestarse entre 30 minutos y una hora y, según la dosis, pueden durar entre ocho y diez horas.
Entre los efectos fisiológicos recurrentes están los siguientes: contracciones uterinas, fiebre, niveles elevados de glucemia, erizamiento del vello, aumento de la frecuencia cardíaca, transpiración, pupilas dilatadas, insomnio, parestesia, hiperreflexia y temblores.

### Efectos psicológicos
Los efectos del LSD en la psique humana se caracterizan por variar de una persona a otra y de una situación a otra. Se considera que los efectos del LSD son en gran medida imprevisibles y que dependen del contexto del consumo y de la situación mental en que se encuentre el individuo que la consume. Sin embargo, existe una amplia gama de efectos que suele provocar el LSD. De acuerdo a las investigaciones llevadas por el Mental Research Institute (un departamento del Medical Research Institute de California), podemos comprender los efectos psicológicos del LSD en cinco niveles distintos.

### Efectos en el estado de ánimo
Suelen ser muy variados. En líneas generales, el individuo que consume la droga entra en un estado de susceptibilidad emocional que lo pueda llevar tanto a la tristeza intensa como a la euforia. Frecuentemente los sentimientos de euforia y bienestar tienden a evolucionar en muchos sujetos a sensaciones de omnipotencia. En ocasiones, la droga produce un aumento de la ansiedad mientras que en otros casos hay un descenso de los niveles de ansiedad que puede permitir al individuo hablar de temas que normalmente le son dolorosos o difíciles de afrontar.
De igual manera, los sujetos bajo los efectos del LSD tienden a preocuparse por los eventos que suceden en el momento inmediato y a perder interés por los eventos del futuro y del pasado.

### Efectos en el comportamiento interpersonal
El LSD tiende a generar en el sujeto un mayor interés por las relaciones interpersonales. Esto deriva muchas veces en una facilidad para sentirse herido por los demás o ignorado. En un ambiente psicoterapéutico, ha demostrado en ocasiones aumentar la confianza del sujeto con su psicólogo tratante. También puede ocasionar reacciones paranoides en el sujeto que la consume.

### Efectos sensoriales y perceptivos
Son frecuentes: mayor sensibilidad a los estímulos sonoros y visuales en general; distorsiones de la imagen corporal; distorsiones visuales que suelen ser ilusiones, aunque pueden en ocasiones ser también alucinaciones; sinestesia de todo tipo, por ejemplo, música que produce visiones, imágenes visuales que producen olores. Los sentidos se ven afectados y se puede llegar a experimentar Por ejemplo, oír colores, ver sonidos, y percibir sensaciones gustativas al tocar un objeto con una textura determinada. No es que lo asocie o tenga la sensación de sentirlo: lo siente realmente. Alteración de la percepción del tiempo, por ejemplo, sentir que el tiempo se detiene, o que el tiempo va hacia atrás o que se acelera, etc; percepción alterada del mundo externo, como algo inestable y escurridizo.

### Efectos cognitivos
Suele estimular los procesos del pensamiento, ocasionando el paso acelerado de una idea a otra. Puede ocasionar una disrupción del pensamiento o de los conceptos. Esto se ha interpretado como confusión o pensamiento psicótico, pero también se le ha considerado como un impulso creativo.

### Otros efectos
El LSD tiende a producir sentimientos de unidad con el entorno, sensación de comprender la vida y la existencia, experiencias religiosas y una fuerte tendencia a pensar en términos existenciales. Estos efectos se han registrado frecuentemente en la literatura científica y se interpretan como el resultado de la combinación de los efectos cognitivos y emocionales producidos por el LSD, tal como se han descrito en los segmentos anteriores.
Hay pruebas de que los psicodélicos inducen adaptaciones moleculares y celulares relacionadas con la neuroplasticidad.

## Efectos adversos

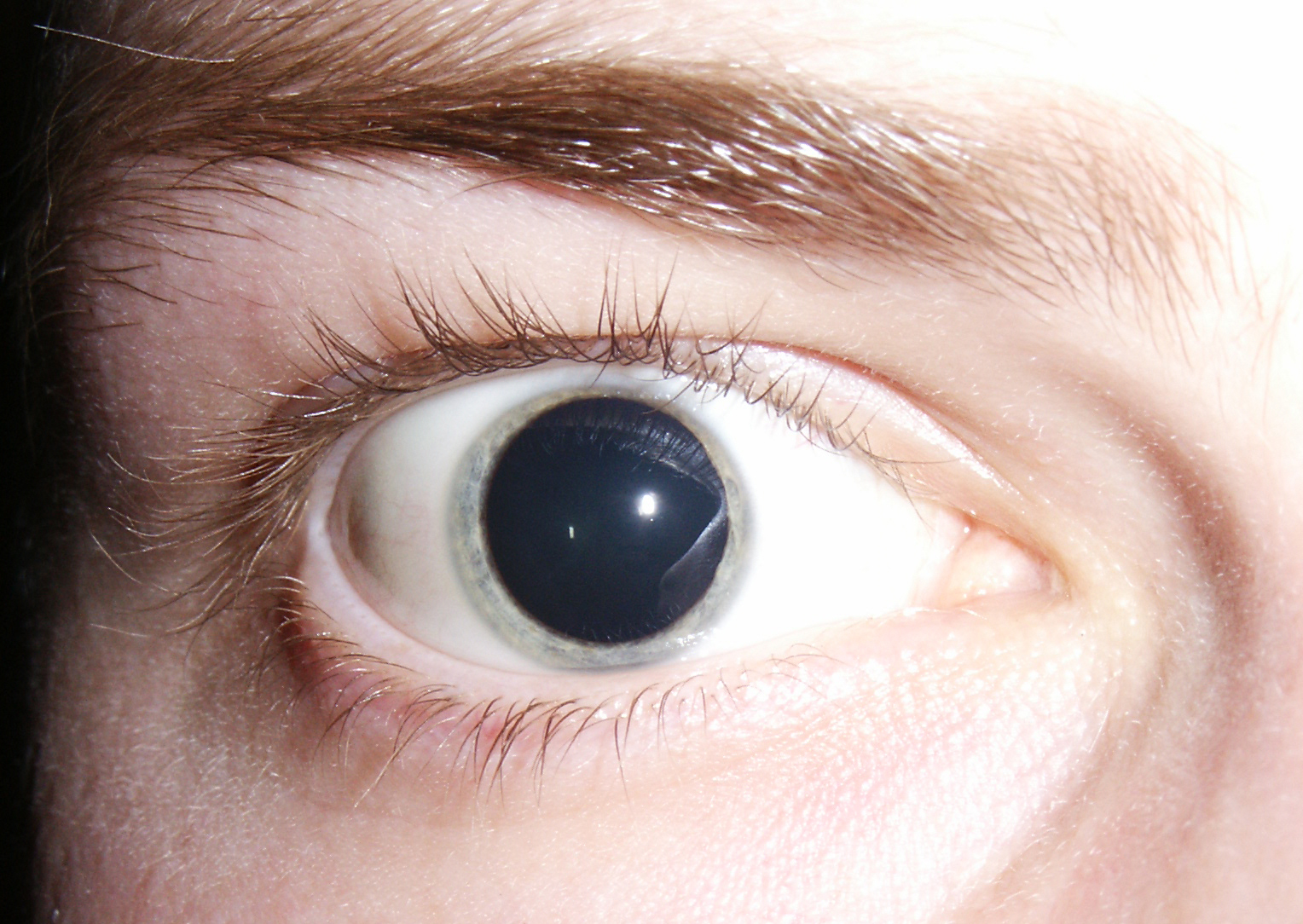
La dilatación de las pupilas es una de las reacciones físicas del LSD.

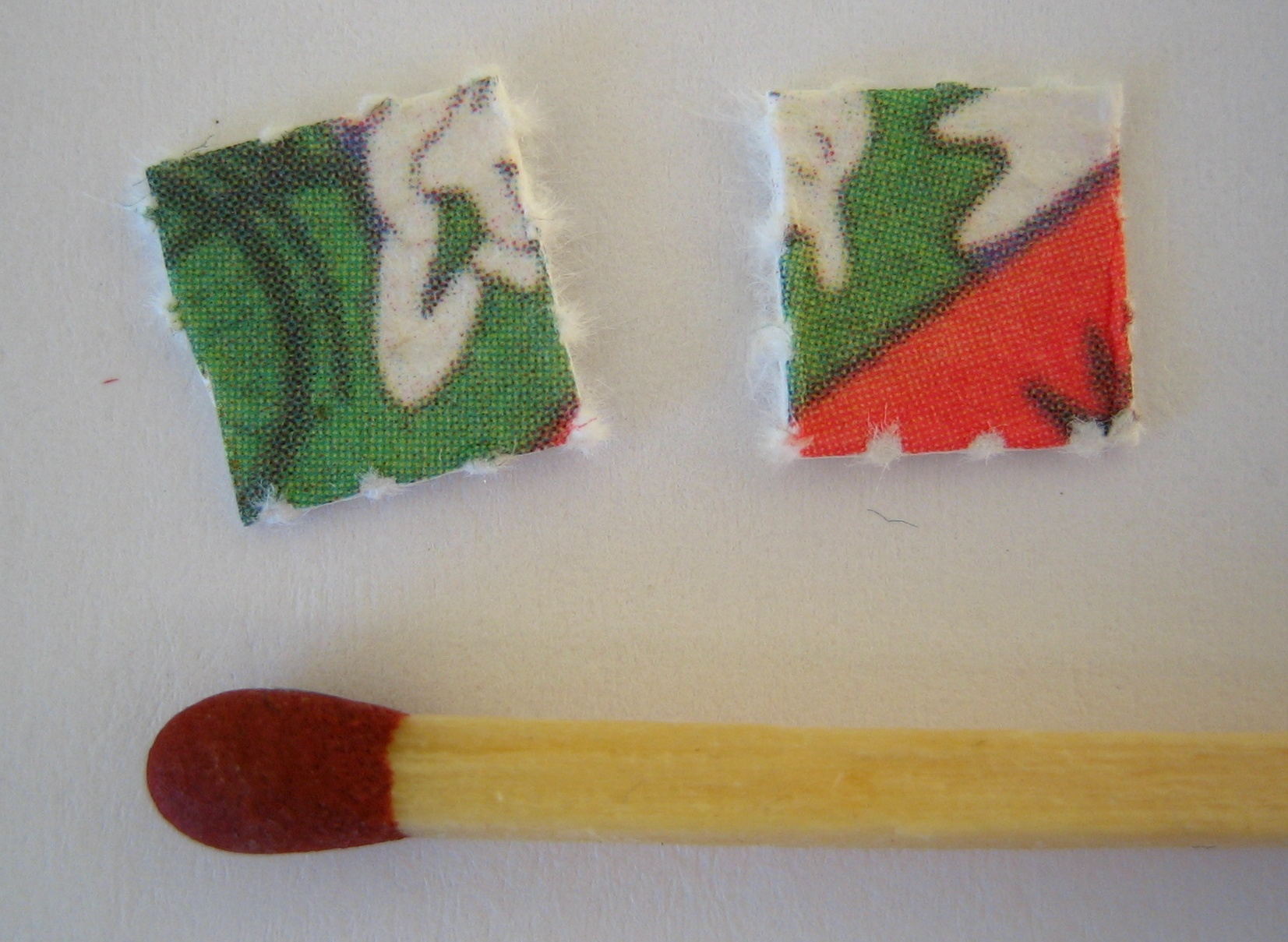
Comparación del tamaño de una dosis de LSD con el de un fósforo. Los popularmente llamados tripis, consumidos a la moda, con agua mineral. Consisten en papel impregnado con LSD, los colores y la decoración son para que resulten más atractivos pero pueden presentarse en monocolor.

Como reacción a la enorme popularidad que dieron al LSD Timothy Leary y otros científicos defensores, algunos medios contraatacaron destacando sus peligros: tanto los derivados de una conducta imprudente durante el 'viaje' (se popularizó una falsa leyenda urbana sobre unos jóvenes que se habrían quedado ciegos mientras observaban, arrobados, el sol) como daños permanentes a la salud derivados del consumo: por ejemplo, mutaciones en los cromosomas y pérdida irreparable de la lucidez. Estudios posteriores indicaron que las alteraciones en el ADN están relacionadas con el uso de LSD de origen ilegal el cual puede ser falso o impuro, y con la exposición a dosis extremadamente altas utilizadas en los experimentos in-vitro de entre 2,000 y 10,000 µg/ml, mucho más elevadas que las dosis recreativas. La psicosis por LSD ocurre en pacientes con predisposición, siendo sus síntomas y la incidencia de suicidios relacionados con ésta indistinguibles de los sufridos por personas con esquizofrenia.
El LSD no deja secuelas que puedan ser apreciables en electroencefalogramas, ni en resonancias magnéticas, ni en pruebas neurológicas puntuales. La investigación tampoco ha corroborado el supuesto deterioro del material genético.
Sin embargo, aunque el LSD no origine generalmente trastornos duraderos en personas que no hayan experimentado ansiedad, depresión o alienación, puede contribuir al desarrollo de problemas mentales en aquellos que ya los tienen o son propensos a estados psicóticos. En el prospecto del Delysid, los laboratorios Sandoz advertían que el fármaco podía agravar las enfermedades mentales, y que debía tenerse especial cuidado en personas con tendencias suicidas. Un caso célebre de este tipo es el de Syd Barrett, compositor de los primeros éxitos de Pink Floyd.
Un estudio de 1971 sobre reacciones adversas al LSD en un entorno clínico aporta las siguientes conclusiones: de 4300 pacientes, tres de ellos (que sufrían ya enfermedades mentales) se suicidaron y nueve lo intentaron sin éxito (lo que da una razón de 0,7 por mil pacientes). Un 2,3 por mil de los pacientes sufrieron algún accidente. Nicholas Malleson concluye que «el tratamiento con LSD origina reacciones adversas agudas, pero si hay una supervisión psiquiátrica adecuada y se dan las condiciones adecuadas para su administración, la incidencia de tales reacciones no es grande».
Según indica John Cashman, «existen también otros informes de reacciones negativas, psicosis temporales, disociaciones y reacciones post-LSD que requirieron la hospitalización. Pero en todos ellos existía historial anterior de perturbaciones psíquicas».
La investigación más reciente indica que las complicaciones psiquiátricas derivadas del uso de LSD alcanzaron su punto más alto a finales de los 60 y han disminuido desde entonces, debido quizá a un cambio en el perfil de los usuarios de la sustancia y en el patrón de consumo de la misma (mejor información sobre los efectos, mayor atención al entorno y dosis menores).
Uno de los efectos adversos más graves, aunque poco estudiado, es el trastorno perceptivo persistente por alucinógenos, el cual puede dejar a una persona con alucinaciones por el resto de su vida. 
Si bien es un fenómeno que no cuenta con estudios científicos a gran escala, se estima que alrededor del 4% de los consumidores de alucinógenos son afectados por este trastorno.

## Escenas retrospectivas (flashbacks)
Algunos usuarios de LSD experimentan escenas retrospectivas (flashbacks), recurrencias de ciertos aspectos de la experiencia psicodélica que tienen lugar sin que el usuario haya tomado de nuevo la droga. Estas recurrencias ocurren súbitamente, sin aviso previo, y puede tener lugar varios días después o más de un año después de haber usado LSD. Las escenas retrospectivas pueden ocurrir tanto en personas con un problema subyacente de personalidad como en personas saludables que ocasionalmente usan LSD. Como sucede con la experiencia de la que derivan, el entorno y la disposición del individuo determinan que la vivencia del fenómeno sea grata o frustrante. Timothy Leary llamó así a su biografía (Flashbacks,1983).